# Saint-Aubin-Château-Neuf
Saint-Aubin-Château-Neuf è un ex comune francese di 537 abitanti, dal 1º gennaio 2016 frazione di Le Val d'Ocre, comune situato nel dipartimento della Yonne nella regione della Borgogna-Franca Contea.

## Società

### Evoluzione demografica
Abitanti censiti